# 古爾貝內市鎮
古爾貝內市鎮是拉脫維亞的市镇，位於該國東北部，行政中心为古爾貝內。市镇面積为1,872.22平方公里，人口数量为19,619人（2021年）。
多貝萊市鎮设立于2009年。